# Coreius septentrionalis
Coreius septentrionalis es una especie de peces de la familia de los
Cyprinidae en el orden de los Cypriniformes.

## Morfología
- Los machos pueden llegar alcanzar los 24 cm de longitud total.[1][2]

## Hábitat
Es un pez de agua dulce y de clima tropical.

## Distribución geográfica
Se encuentran en Asia: río Huanghe (la China ).